# 冯大中
冯大中（1949年—），辽宁蓋平县（今盖州市）人，汉族，中华人民共和国画家，现为中国美术家协会理事、中国工笔画学会会长、辽宁省美术家协会副主席、辽宁省本溪市文联副主席、辽宁画院副教授、一级美术师，全国人民代表大会辽宁地区代表。冯大中以画虎见长，人称“天下第一虎”。

## 生平
毕业于北京大学中文系中文专业，中国共产党党员。2008年起担任全国人大代表。2013年，被选为全国人大代表。